# Leefbaar Almelo

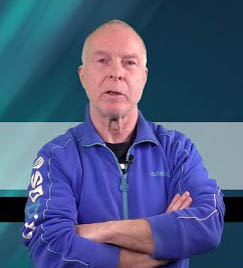
Fractievoorzitter Bert Hümmels, 2022

Leefbaar Almelo is een lokale politieke partij in de Overijsselse gemeente Almelo.
Leefbaar Almelo is in 2001 opgericht door Bert Hümmels, nadat hij vertrok bij de PvdA. Tijdens de gemeenteraadsverkiezingen van 2002, in heel Nederland het succesjaar van de 'Leefbaren', behaalde de partij in één klap drie zetels. Echter, in maart 2006 verloor LA er twee en bleef alleen fractieleider Bert Hümmels over. Opvallend is dat hij vaak in trainingspak en op blote voeten door de raadszaal loopt. Bij de verkiezingen van 2010 consolideerde Hümmels zijn zetel. Op 4 juni 2012 stelde Hümmels zich kandidaat als wethouder voor de PvdA, de partij waar hij tot 2000 raadslid van was. 
Slogan van de partij is welzijn boven welvaart.

## Verkiezingsuitslagen
De partij heeft bij verschillende verkiezingen de volgende resultaten behaald:
| Jaar | Stemmen | %    | Zetels |
| ---- | ------- | ---- | ------ |
| 2002 | 2.106   | 7,4% | 3 / 35 |
| 2006 | 734     | 2,4% | 1 / 35 |
| 2010 | 719     | 2,7% | 1 / 35 |
| 2014 | 847     | 3,2% | 1 / 35 |
| 2018 | 960     | 3,4% | 1 / 35 |
| 2022 | 750     | 3,0% | 1 / 35 |